# Andras Guttormsson
Andras Guttormsson (født ca. 1490, død 1544) var en færøsk storbonde, der fra 1531 til 1544 var lagmand på Færøerne.
Guttormsson boede på gården Kálgarður i Sumba på Færøernes sydligste ø Suðuroy. Han var antageligvis født i Norge. Andras Guttormsson var far til sin efterfølger i embedet, Guttormur Andrasson.